# Baron Brancepeth
Baron Brancepeth, of Brancepeth in the County of Durham, war ein erblicher britischer Adelstitel, der je einmal in der Peerage of England und in der Peerage of the United Kingdom verliehen wurde.

## Verleihungen
Erstmals wurde am 3. November 1613 der Titel in der Peerage of England an Robert Carr, 1. Viscount Rochester verliehen, zusammen mit dem übergeordneten Titel Earl of Somerset. Dieser war ein einflussreicher Günstling König Jakobs I. und bereits am 25. März 1611 zum Viscount Rochester erhoben worden. 1613 war er an einem erfolgreichen Mordkomplott gegen seinen Widersachers am Hofe, Sir Thomas Overbury, beteiligt und wurde daraufhin wegen Mordes verurteilt, eingekerkert und 1622 begnadigt. Da er keine Söhne hatte, erlosch der Titel bei seinem Tod am 17. Juli 1645.
In zweiter Verleihung wurde der Titel am 31. August 1866 in der Peerage of the United Kingdom an Gustavus Hamilton-Russell, 7. Viscount Boyne verliehen. Dieser hatte bereits 1855 die Titel 7. Viscount Boyne und 7. Baron Hamilton of Stackallan geerbt, die 1717 bzw. 1715 in der Peerage of Ireland einem seiner Vorfahren verliehen worden waren. Die Baronie Brancepeth war im Gegensatz zu seinen irischen Titeln bis 1999 mit einem erblichen Sitz im House of Lords verbunden. Heutiger Titelinhaber ist seit 1995 sein Nachfahre Gustavus Hamilton-Russell, 11. Viscount Boyne als 5. Baron.

## Liste der Barone Brancepeth

### Barone Brancepeth, erste Verleihung (1613)
- Robert Carr, 1. Earl of Somerset, 1. Baron Brancepeth (1586–1645)

### Barone Brancepeth, zweite Verleihung (1866)
- Gustavus Hamilton-Russell, 7. Viscount Boyne, 1. Baron Brancepeth (1798–1872)
- Gustavus Hamilton-Russell, 8. Viscount Boyne, 2. Baron Brancepeth (1830–1907)
- Gustavus Hamilton-Russell, 9. Viscount Boyne, 3. Baron Brancepeth (1864–1942)
- Gustavus Hamilton-Russell, 10. Viscount Boyne, 4. Baron Brancepeth (1931–1995)
- Gustavus Hamilton-Russell, 11. Viscount Boyne, 5. Baron Brancepeth (* 1965)

Titelerbe (Heir apparent) ist der älteste Sohn des aktuellen Titelinhabers, Hon. Gustavus Hamilton-Russell (* 1999).